# Roli Rojas Fernández
Roli Rojas Fernández, alias “El árabe”, (Perú, 1962-Lima, 22 de abril de 1997) fue un terrorista peruano, miembro del Movimiento Revolucionario Túpac Amaru (MRTA).

## Biografía
Nació en 1962. Fue cobrador de buses y estudiante de ciencias sociales. Se unió al MRTA en 1982, sin culminar sus estudios. Como parte del MRTA, participó en más de 20 atentados entre ellos el ataque a la embajada de Honduras y a una sucursal de Citibank. Fue capturado en 1986, siendo sentenciado, en 1989, a 8 años de prisión. En 1990, Rojas, junto a diversos miembros del MRTA como Víctor Polay Campos, escapó de la prisión a través de un túnel. En 1996, fue parte de la toma de la residencia del embajador japonés convirtiéndose en el negociador del MRTA. Además, fue el lugarteniente de Néstor Cerpa Cartolini. Falleció al detonar el explosivo que dio inicio a la Operación Chavín de Huántar.